# Leucopogon hirsutus
Leucopogon hirsutus är en ljungväxtart som beskrevs av Otto Wilhelm Sonder. Leucopogon hirsutus ingår i släktet Leucopogon och familjen ljungväxter. Inga underarter finns listade i Catalogue of Life.